# Carolyn Heilbrun
Carolyn Heilbrun, née le 13 janvier 1926 à East Orange au New Jersey et morte le 9 octobre 2003 à New York, est une critique littéraire et une penseuse féministe, spécialiste de la littérature anglaise, du Bloomsbury Group et de l'histoire de la condition féminine, sujets auxquels elle consacre plusieurs ouvrages. 
Sous le nom de Amanda Cross, elle publie quatorze romans policiers dont l'héroïne principale, Kate Fansler, enseigne à l'université tout en menant ses enquêtes.

## Biographie

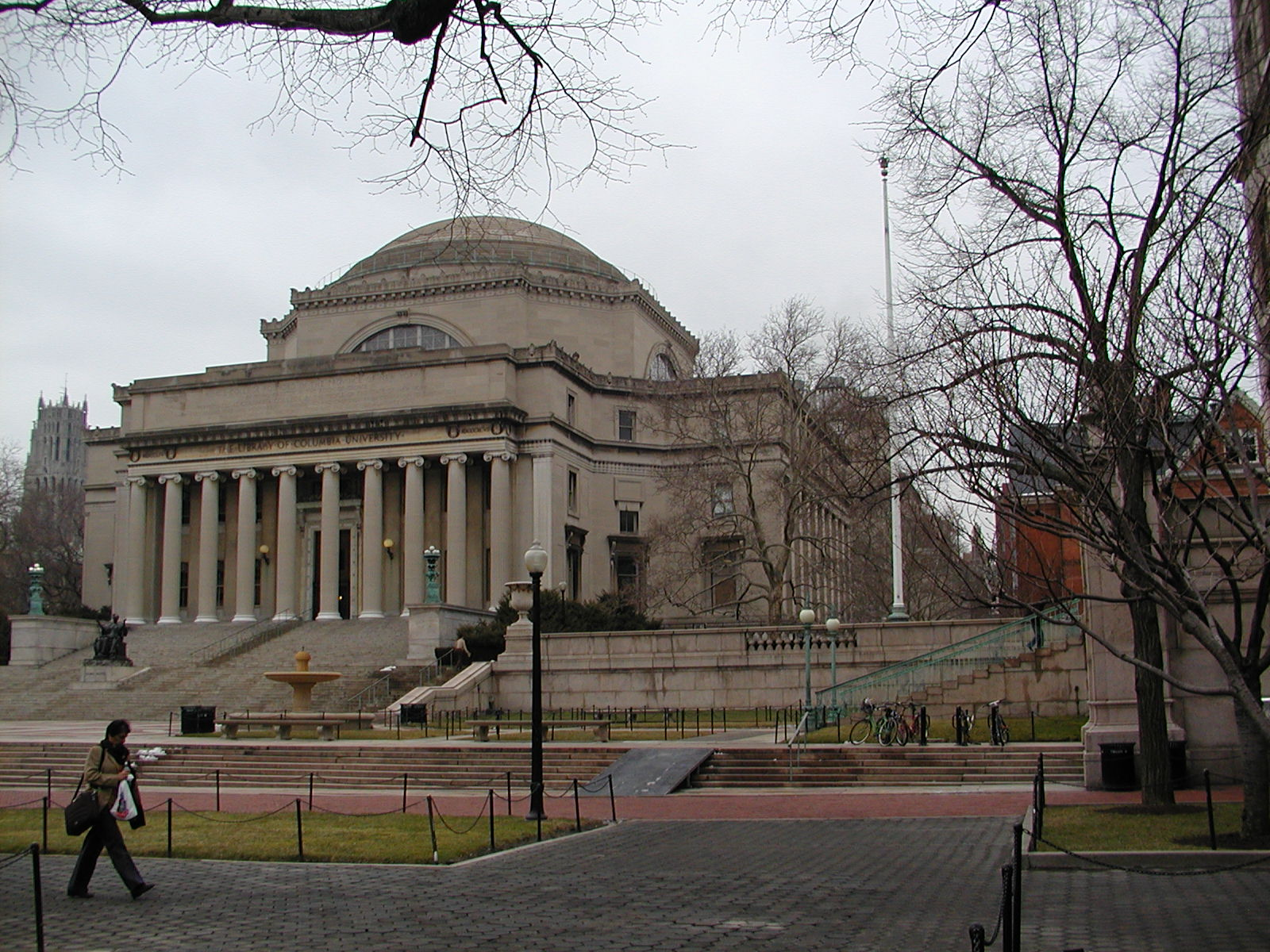
La bibliothèque de Columbia

Née à East Orange (New Jersey) le 13 janvier 1926, Carolyn Gold passe l'essentiel de son enfance à Manhattan. Après des études à la Birch Watten School, elle obtient son diplôme de Wellesley College en 1947 et se spécialise en littérature anglaise à l'université Columbia, où elle réussit son doctorat en 1959. Elle se marie à 19 ans à James Heilbrun, qu'elle rencontre à Harvard. 
Elle prend conscience du décalage entre sa propre vie de femme et son désir de faire partie du monde universitaire exclusivement masculin. Elle décide d'entrer dans le vif du sujet avec un premier essai The Character Of Hamlet's Mother, en 1957. 
En 1959, elle est professeure d'anglais dans le cadre d'un programme de vulgarisation pour adultes à l'université de Columbia. Elle est titulaire de son poste en 1971. Elle obtient une chaire en 1986.
Elle est la première titulaire d'une chaire à l'Université. Elle accueille et encadre avec de jeunes universitaires. Elle initie avec Nancy K. Miller (en), la collection Gender And Culture au sein des presses universitaires Colombia.  En 1984, elle est présidente de la Modern Language Association.
Elle oriente ses recherches vers la littérature anglaise classique et moderne, Bloomsbury Group, la famille Garnett, les œuvres de Virginia Woolf où ses livres font figure de référence.
Elle écrit également de nombreux articles et ouvrages sur l'histoire de la condition féminine et, là encore, ses travaux font autorité, entre autres ses recherches sur Catherine Des Roches, Gloria Steinem ou sur les Lettres portugaises. 
L'essentiel de sa carrière se déroule à Columbia et dans les universités où elle est professeure invitée : Yale, Princeton, Swarthmore. 
Elle démissionne au début de 1993 pour protester contre la discrimination persistante de l'université à l'égard des femmes. 
Depuis 1964, elle publie des romans policiers sous le pseudonyme de Amanda Cross.
Carolyn Heilbrun met fin à ses jours dans son appartement de New York le 9 octobre 2003.

## Amanda Cross

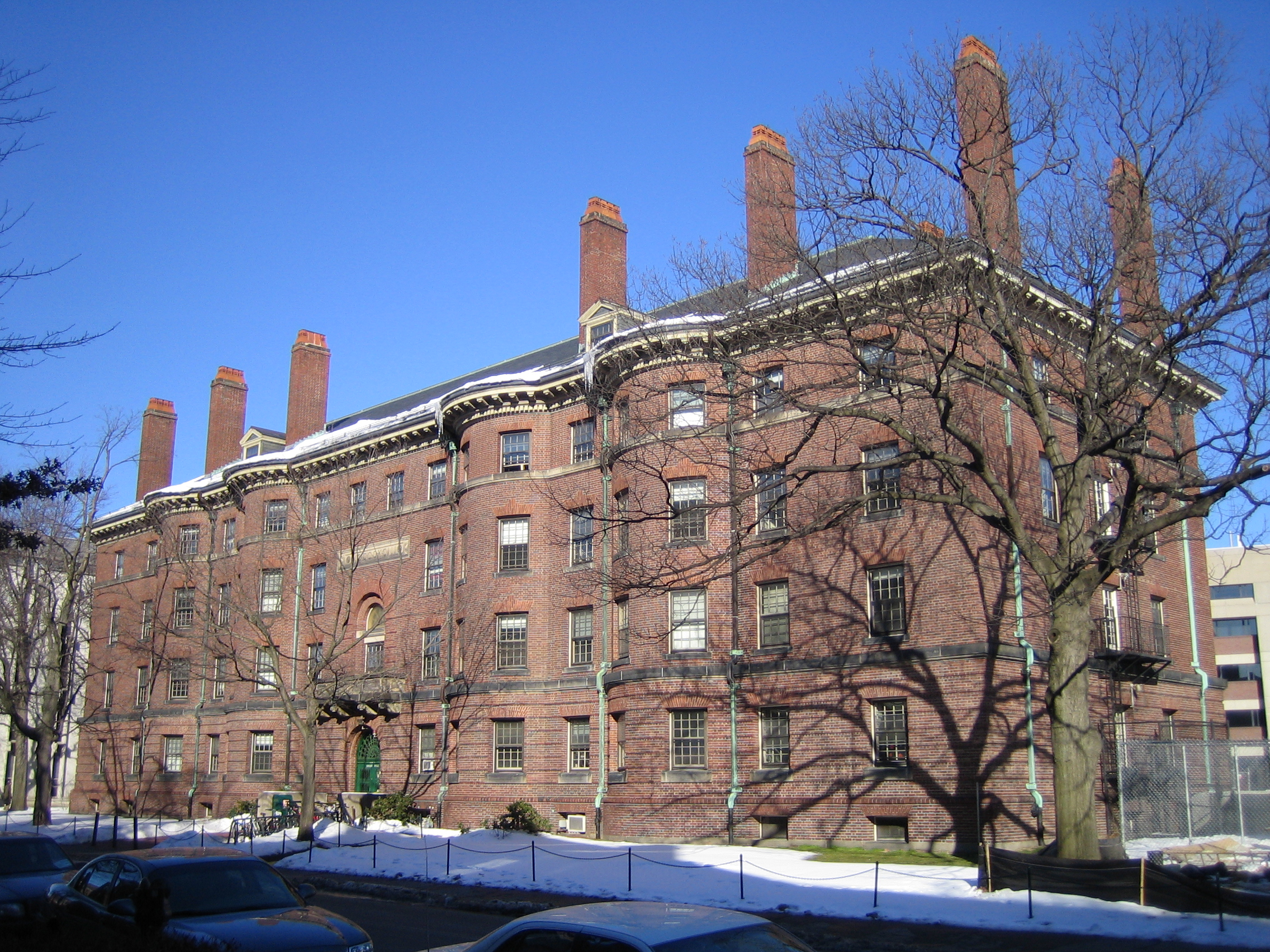
Conant Hall à Harvard

Carolyn Heilbrun publie des romans policiers sous l’identité d’Amanda Cross. Cette double activité tenue secrète pendant de nombreuses années lui permet de préserver un espace de liberté et d’éviter toute conséquence sur sa carrière universitaire. Son héroïne, Kate Fansler est professeure de littérature anglaise dans une université à New York et détective à ses heures libres, célibataire et sans enfant. C'est un portrait idéalisé de Carolyn Heilbrun elle-même. 
La série des Kate Fansler, au nombre de quatorze romans, se situe toujours dans le cadre d'une université américaine qui ressemble à Harvard ou à Columbia.
Kate Fansler, dans Death in a Tenured Position (Meurtre à Harvard) publié en 1981, aide une collègue, première femme professeure au département de littérature anglaise de Harvard. Les enseignants du département hostiles à cette nomination, recrute une candidate anti-féministe, convaincue que les discriminations liées au genre sont un discours de victimisation pour femmes paresseuses et médiocres. Cependant, confrontée à une série d’humiliations, la nouvelle professeure est retrouvée morte dans sa baignoire. Dans ce roman, Amanda Cross aborde le thème entre le mouvement féministe réformiste du monde universitaire et un féminisme plus radical. À la fin du livre, les féministes réformistes et radicales se retrouvent et font avancer la cause des femmes à Harvard. 
L'Affaire James Joyce prend pour point de départ l'existence d'une nouvelle inédite de James Joyce destinée au recueil Gens de Dublin. 
Sur les pas de Smiley rend hommage à George Smiley, l'antihéros créé par John le Carré. Le titre original, An Imperfect Spy, rappelle A Perfect Spy, roman de John le Carré publié quelques années plus tôt.   
Dans Le Complexe d'Antigone, le bouleversement social et politique de la guerre du Viêt Nam sert de toile de fond à l'intrigue policière.

## Œuvres

### Essais signés Carolyn Heilbrun
- The Garnett Family (1961) (sur la famille de David Garnett)
- Toward a Recognition of Androgyny (1973)
- Lady Ottoline's Album (1976) (sur Ottoline Morrell)
- Reinventing Womanhood (1979)
- The Representation of Women in Fiction (1983)
- Hamlet's Mother and Other Women (1990)
- The Education of a Woman : The Life of Gloria Steinem (1995) (sur Gloria Steinem)
- The Last Gift of Time : Life Beyond Sixty (1997)

### Série policièreKate Fanslersignée Amanda Cross
- In The Last Analysis (1964) Publié en français sous le titre En dernière analyse, Paris, Payot & Rivages, coll. « Rivages/Mystère », 1994 ; réédition, Paris, Payot & Rivages, coll. « Rivages/Mystère » no 23, 1997
- The James Joyce Murder (1967) Publié en français sous le titre L'Affaire James Joyce, Paris, Éditions Deux Temps Tierce, 1992 ; réédition, Paris, 10/18, coll. « Grands détectives » no 2340, 1993
- Poetic Justice (1970) Publié en français sous le titre Justice poétique, Paris, Payot & Rivages, coll. « Rivages/Mystère », 1994 ; réédition, Paris, Payot & Rivages, coll. « Rivages/Mystère » no 27, 1997
- The Theban Mysteries (1972) Publié en français sous le titre Le Complexe d'Antigone, Paris, Payot & Rivages, coll. « Rivages/Mystère » no 39, 1999
- The Question of Max (1976) Publié en français sous le titre À propos de Max, Paris, Payot, coll. « Suspense », 2000 ; réédition, Paris, Payot & Rivages, coll. « Rivages/Mystère », 2001
- Death in a Tenured Position (1981) Publié en français sous le titre Mort à Harvard, Paris, Éditions Deux Temps Tierce, 1992 ; réédition, Paris, 10/18, coll. « Grands détectives » no 2339, 1993
- Sweet Death, Kind Death (1984) Publié en français sous le titre Une mort si douce, Paris, Payot & Rivages, coll. « Rivages/Mystère », 1995 ; réédition, Paris, Payot & Rivages, coll. « Rivages/Mystère » no 30, 1998
- No Word From Winifred (1986) Publié en français sous le titre Sans nouvelles de Winifred, Paris, Éditions Deux Temps Tierce, 1992 ; réédition, Paris, 10/18, coll. « Grands détectives » no 2433, 1993
- A Trap for Fools (1989) Publié en français sous le titre Insidieusement vôtre, Paris, Payot & Rivages, coll. « Rivages/Mystère » no 26, 1997
- The Players Come Again (1990)
- An Imperfect Spy (1995) Publié en français sous le titre Sur les pas de Smiley, Paris, Payot & Rivages, coll. « Rivages/Mystère », 1996 ; réédition, Paris, Payot & Rivages, coll. « Rivages/Mystère » no 35, 1999
- The Puzzled Heart (1998)
- Honest Doubt (2000)
- The Edge of Doom (2002)

## Prix et distinctions
- prix Nero, pour Death in a Tenured Position, 1981